# Râul Latorița, Ucraina
Latorița (în maghiară Latorca, în slovacă Latorica, în ucraineană Латориця, transliterat: Latorîțea) este un râu în bazinul hidrografic al Tisei. Izvorăște din Carpații Păduroși (de pe teritoriul Ucrainei), nu departe de satul Nijnî Vorota. Curge prin Ucraina (156,6 km), apoi prin Slovacia (31,4 km), lungimea sa totală fiind de 188 km. În drumul său traversează localitățile Svaliava, Muncaci, Solomonovo, Ciop și Veľké Kapušany. Confluența sa cu Ondava, în dreptul satului Zemplín dă naștere râului Bodrog, afluent al Tisei. Are un bazin hidrografic ce se întinde pe 3,130 km2. O parte a bazinului său (44, 05 km2) de pe teritoriu slovac a fost declarată Zonă umedă de interes internațional.